# Temple (Midlothian)
Temple, schottisch-gälisch: Baile nan Trodach, ist eine Ortschaft in der schottischen Council Area Midlothian. Das ländlich geprägte Temple liegt auf 185 m ü. NHN am Südufer des South Esk im Zentrum Midlothians. Die nächstgelegenen Städte sind Gorebridge (vier Kilometer nordöstlich), Bonnyrigg (sechs Kilometer nördlich) sowie das acht Kilometer westlich gelegene Penicuik.

## Geschichte
Die gälische Bezeichnung Baile nan Trodach entwickelte sich aus dem mittelalterlichen Ballentroddoch, was in etwa „Bauernhof der Kämpfer“ bedeutet. Der Name geht zurück auf den Templerorden, dessen schottische Niederlassung sich ab dem 12. Jahrhundert an diesem Ort befand. Die heute in Ruinen erhaltene Old Temple Kirk könnte noch auf die Templer zurückgehen, wahrscheinlicher ist jedoch, dass sie nach Auflösung des Templerordens im frühen 14. Jahrhundert von Johannitern erbaut wurde. Im Jahre 1832 entstand mit der Temple Kirk ein neues Kirchengebäude, das jedoch 1977 profaniert wurde.
Die Ortschaft lag im Einzugsbereich zweier Herrensitze, welche die Entwicklung beeinflussten. Arniston House und Rosebery House befinden sich jeweils etwas mehr als einen Kilometer nordöstlich beziehungsweise südwestlich.
Im Rahmen der Zensuserhebung 1961 wurden in Temple 94 Einwohner gezählt.

## Verkehr
Die Lage in einer dünnbesiedelten Region südlich der Städte im Umland von Edinburgh bedingt eine verhältnismäßig schlechte Anbindung an das Fernstraßennetz. Durch Temple verläuft eine Nebenstraße der B6372. Die B-Straße endet im Westen nach rund 13 km an der A703. In östlicher Richtung kreuzt sie die A7 und verläuft dann durch Gorebridge, um schließlich bei Pathhead in die A68 einzumünden.
Mit dem Bau der Waverley Line von Edinburgh nach Carlisle in der Mitte des 19. Jahrhunderts entstand der Bahnhof Gorebridge als nächstgelegener Bahnhof. Der Betrieb der Strecke wurde jedoch Ende der 1960er Jahre eingestellt. Im Zuge des Wiederaufbaus der Waverley Line als Borders Railway erhält Gorebridge im September 2015 wieder einen Bahnhof.